# Mekar Mulya (Sekampung)
Mekar Mulya is een bestuurslaag in het regentschap Lampung Timur van de provincie Lampung, Indonesië. Mekar Mulya telt 1787 inwoners (volkstelling 2010).